# 영대로
영대로(Yeongdae-ro)는 전라남도 영광군 영광읍 신하리 신평 교차로와 전북특별자치도 고창군 대산면을 거쳐 영광군 대마면 홍교리 춘산 교차로를 잇는 도로이다. 전 구간 국도 제23호선에 속한다.

## 연혁
- 2009년 7월 10일 : 2개 이상 시·도에 걸쳐 있는 도로로 영대로를 고시[1]
- 2017년 8월 16일 : 영광 ~ 대산간 도로(전라남도 영광군 영광읍 신하리 ~ 전라북도 고창군 대산면 춘산리) 10.15km 구간 확장 개통, 기존 전라남도 영광군 영광읍 녹사리 ~ 전라북도 고창군 대산면 춘산리 총 6.35km 구간 폐지[2]

## 주요 경유지
전라남도
- 영광군 (영광읍 · 묘량면 · 영광읍)

전북특별자치도
- 고창군 대산면

전라남도
- 영광군 대마면

## 노선
전 구간 국도 제23호선에 속하므로 이 노선에 대한 별도 표기는 생략한다.
| 이름                           | 접속 노선                                                               | 소재지       | 소재지            | 비고                               |
| ------------------------------ | ----------------------------------------------------------------------- | ------------ | ----------------- | ---------------------------------- |
| 신평 교차로                    | 국도 제22호선 국도 제23호선 (영광로) 지방도 제805호선 (백수로) (월현로) | 영광군       | 영광읍            |                                    |
| 스포티움 교차로 (단주지하차도) | 월현로                                                                  | 영광군       | 영광읍            |                                    |
| 월평2 교차로                   | 와룡로                                                                  | 영광군       | 영광읍            |                                    |
| 월평 교차로                    | 옥당로                                                                  | 영광군       | 영광읍            |                                    |
| 북문 교차로                    | 중앙로 청보리로                                                         | 영광군       | 영광읍            |                                    |
| 깃봉 교차로                    | 묘량로                                                                  | 영광군       | 묘량면            |                                    |
| 입석교                         |                                                                         | 영광군       | 영광읍            |                                    |
| 우평 교차로                    | 영대로4길 원당길                                                        | 영광군       | 영광읍            |                                    |
| 영광 나들목 (원흥 교차로)      | 15호선 서해안고속도로 전기차로                                          | 영광군       | 영광읍            | 대마면 방면 전기차로로 진출만 가능 |
| 고령2교                        |                                                                         | 영광군       | 영광읍            |                                    |
| 고창군                         | 대산면                                                                  |              |                   |                                    |
| 고창군                         | 대산면                                                                  | 고령2 교차로 | 영대로5길         |                                    |
| 고창군                         | 대산면                                                                  | 약산 교차로  | 신산길 약산동촌길 |                                    |
| 고창군                         | 대산면                                                                  | 오성 교차로  | 반룡길            |                                    |
| 춘산 교차로                    | 대성로                                                                  | 영광군       | 대마면            |                                    |
| 고인돌대로와 직결              |                                                                         |              |                   |                                    |

## 주요 건물 및 시설
- 농협영광장례식장 (전라남도 영광군 영광읍 영대로 213)